# اریگانوم اونیتس
اریگانوم اونیتس (نام علمی: Origanum onites) نام یک گونه از سرده اوریگانوم است.